# Claude Viseux
Claude Viseux (Champagne-sur-Oise, 1927 - Anglet, 9 de noviembre de 2008) fue un escultor y pintor francés especialmente conocido por sus esculturas en acero inoxidable.
Viseux perteneció a una generación de artistas de la segunda mitad del siglo XX que, como Tinguely, Feraud o César optaron por el metal. Interesado en la integración de obras monumentales en espacios abiertos, participó con sus piezas en numerosos proyectos arquitectónicos.

## Biografía
Nace en 1927 en Champagne-sur-Oise, región de Isla de Francia. Entre 1946 y 1949 cursa estudios de arquitectura en la Escuela Superior de Bellas Artes de París. En 1951 conoce al diseñador y arquitecto Jean Prouvé. Al año siguiente realiza su primera exposición de pintura en la galería Vibaud de París. A partir de 1953, año en el que conoce a Brâncuși, empieza a experimentar con elásticos empapados en pintura y estirados sobre el lienzo, generando huellas que forman la obra. También realiza los primeros montajes escultóricos en cemento y metal, centrándose desde 1958 en su labor escultórica.
A partir de entonces comienza sus "estructuras activas", obras elaboradas en acero inoxidable pulido incorporando piezas industriales y prefabricadas. Su interés por el arte monumental refleja su deseo de liberarse de las limitaciones del mercado artístico. El artista juega con las formas, los símbolos y la fusión entre la geometría y lo orgánico. A la par que escultor, Viseux realiza una intensa labor en las artes gráficas, desarrollando serigrafías, litografías y grabados. Además escribe varios libros, siendo el más destacado La Cavée - Introspection d'un voyageur en Artalie. Participa así mismo en obras de teatro vanguardista.
Es profesor de escultura en la Escuela Superior de Bellas Artes de París entre 1975 y 1992, posteriormente profesor honorario. El 9 de noviembre de 2008 fallece a los 81 años tras una larga enfermedad.

## Obra
La obra de Viseux, de carácter surrealista y en acero inoxidable, se encuentra entre otros lugares en el Aeropuerto de París-Orly, Palacio de Ferias y Exposiciones de Grenoble, la Estación de Haussmann - Saint-Lazare, la Escuela Superior de Comercio de Lyon y varias piezas en Tenerife, donde participa tanto en la primera como en la segunda Exposición Internacional de Escultura en la Calle. La Universidad de La Laguna posee una de sus obras en el Campus de Guajara.
Su taller en el barrio de Blancpignon, en Anglet, contiene alrededor de trescientas esculturas; su viuda Micheline Viseux trata de difundir su legado mediante donaciones, la ejecución de obras públicas pendientes y el proyecto de creación de un centro de arte en su taller.

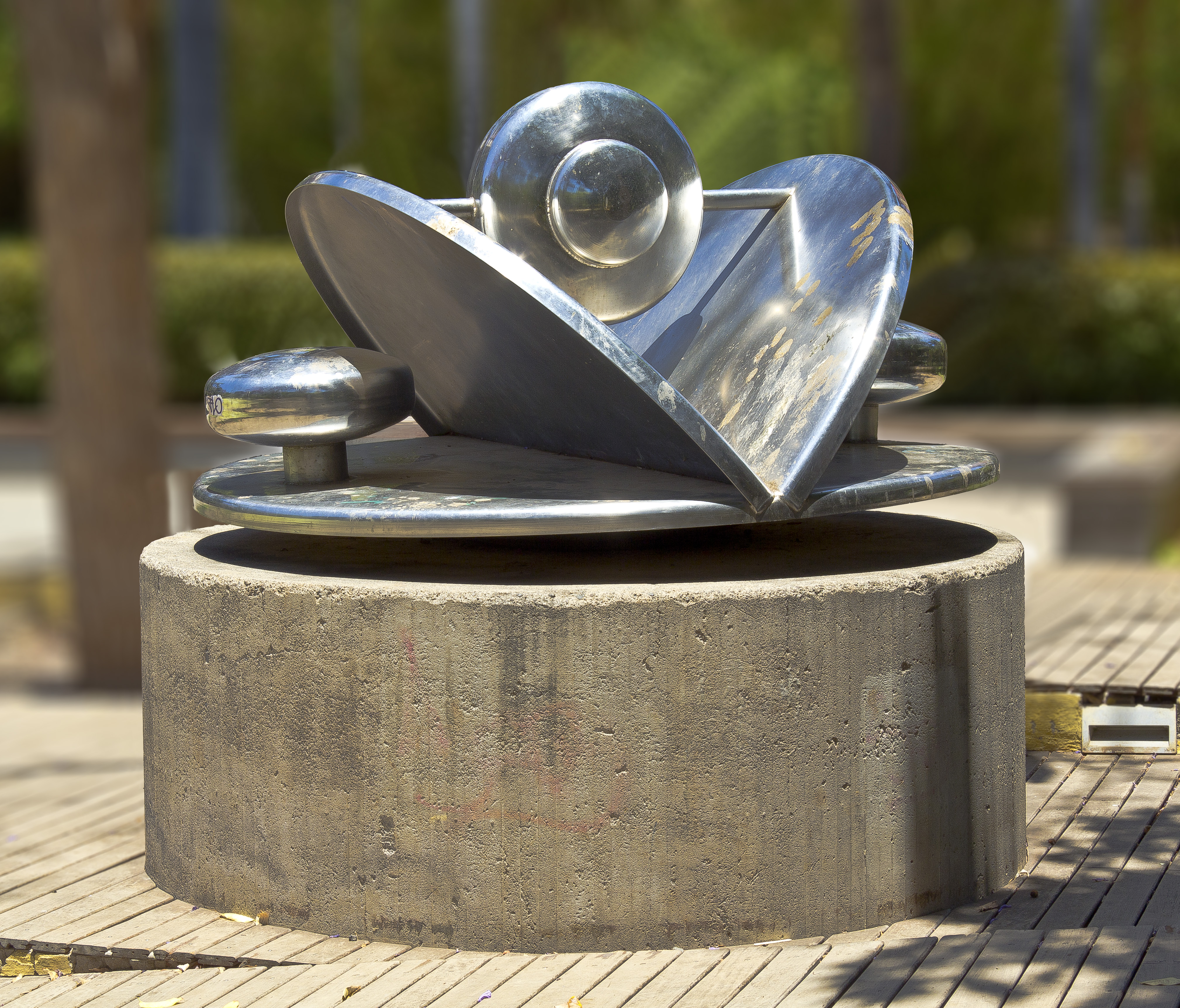
Obra para la I Exposición Internacional de Escultura en la Calle de Santa Cruz de Tenerife.

### Exposiciones individuales
- 1952: Galería Vibaud, París.
- 1954: Galería Arnaud, París.
- 1956: Galería Leo Castelli, Nueva York.
- 1958: Palacio de Bellas Artes, Bruselas.
- 1963: Galería Cavalero, Cannes.
- 1969: Centro Nacional de Arte Contemporáneo, París.
- 1974: Galería Conca, San Cristóbal de La Laguna.
- 1976: Colegio Oficial de Arquitectos de Canarias, Santa Cruz de Tenerife.
- 1977: Museo de Arte Moderno, París.
- 1982: Lalit Kala Akademi, Nueva Delhi.
- 1985: Galería Atiir, Las Palmas de Gran Canaria.
- 2002: Museo Despiau-Wlérick, Mont-de-Marsan.[2]

### Exposiciones colectivas
- 1959: Museo de Wiesbaden, Wiesbaden
- 1960: Bienal de París, París.
- 1961: Museo de Arte Moderno, Nueva York.
- 1969: Centro Nacional de Arte Contemporáneo, París.
- 1972: Bienal de Venecia.
- 1973: I Exposición Internacional de Escultura en la Calle, Santa Cruz de Tenerife.
- 1981: Centro Nacional de Arte y Cultura Georges Pompidou, París.
- 1986: Trienal de Arte Contemporáneo, Nueva Delhi. Medalla de oro en escultura.
- 1994: II Exposición Internacional de Escultura en la Calle, Santa Cruz de Tenerife.

### Museos con su obra
- Museo de Arte Moderno, París.
- Museo Middelheim, Amberes.
- Centro Nacional de Arte Contemporáneo, París.
- Galería Nacional de Arte, Washington
- Conjunto de la I Exposición Internacional de Escultura en la Calle, Santa Cruz de Tenerife.